# Eryopoidea
Eryopoidea — надродина викопних земноводних ряду Темноспондили (Temnospondyli), що існував протягом карбону-пермі, 310–249 млн років тому. Скам'янілі рештки представники родини знаходять у Європі та Північній Америці. До надродини належать еускелії (Euskelia), у яких хоани є відносно округлими, а гребінь клубової кістки (iliac crest) знаходиться у вертикальному положенні. До надродини відносять дві родини: Eryopidae та Zatrachydidae.